# 1. Fußball-Club Köln 01/07 2008-2009
Questa voce raccoglie le informazioni riguardanti il 1. Fußball-Club Köln 01/07 nelle competizioni ufficiali della stagione 2008-2009.

## Stagione
Nella stagione 2008-2009 il Colonia, allenato da Christoph Daum, concluse il campionato di Bundesliga al 12º posto. In Coppa di Germania il Colonia fu eliminato al secondo turno dal Magonza.

## Rosa
| N. |                     | Ruolo | Calciatore       |
| -- | ------------------- | ----- | ---------------- |
| 18 | Germania (bandiera) | P     | Thomas Kessler   |
| 1  | Colombia (bandiera) | P     | Faryd Mondragón  |
| 34 | Croazia (bandiera)  | P     | Miro Varvodić    |
| 2  | Slovenia (bandiera) | D     | Mišo Brečko      |
| 28 | Germania (bandiera) | D     | Carsten Cullmann |
| 21 | Brasile (bandiera)  | D     | Geromel          |
| 4  | Camerun (bandiera)  | D     | Marvin Matip     |
| 23 | Canada (bandiera)   | D     | Kevin McKenna    |
| 3  | Libano (bandiera)   | D     | Youssef Mohamad  |
| 6  | Camerun (bandiera)  | D     | Pierre Womé      |
| 16 | Brasile (bandiera)  | C     | André Oliveira   |
| 26 | Ghana (bandiera)    | C     | Derek Boateng    |
| 10 | Germania (bandiera) | C     | Thomas Broich    |
| 13 | Germania (bandiera) | C     | Daniel Brosinski |
| 19 | Marocco (bandiera)  | C     | Adil Chihi       |

| N. |                         | Ruolo | Calciatore         |
| -- | ----------------------- | ----- | ------------------ |
| 22 | Francia (bandiera)      | C     | Fabrice Ehret      |
| 30 | Germania (bandiera)     | C     | Michael Gardawski  |
| 45 | Polonia (bandiera)      | C     | Adam Matuszczyk    |
| 28 | Germania (bandiera)     | C     | Michael Niedrig    |
| 12 | Portogallo (bandiera)   | C     | Petit              |
| 17 | Germania (bandiera)     | C     | Kevin Pezzoni      |
| 14 | Burkina Faso (bandiera) | C     | Wilfried Sanou     |
| 29 | Germania (bandiera)     | C     | Taner Yalçın       |
| 40 | Germania (bandiera)     | A     | Moritz Hartmann    |
| 9  | Nigeria (bandiera)      | A     | Manasseh Ishiaku   |
| 11 | Slovenia (bandiera)     | A     | Milivoje Novakovič |
| 24 | Romania (bandiera)      | A     | Sergiu Radu        |
| 8  | Germania (bandiera)     | A     | Matthias Scherz    |
| 7  | Serbia (bandiera)       | A     | Nemanja Vučićević  |

## Organigramma societario
Area tecnica
- Allenatore: Christoph Daum
- Allenatore in seconda: Roland Koch
- Preparatore dei portieri: Holger Gehrke, Rolf Herings
- Preparatori atletici:

## Risultati

### Bundesliga

#### Girone di andata
| Arbitro: | Brych |

|                           |           |               |
| Gentner 48’ Misimović 78’ | Marcatori | 20’ Novakovič |

| Arbitro: | Gräfe |

|               |           |           |
| Novakovič 33’ | Marcatori | 81’ Fenin |

| Arbitro: | Meyer |

|  |           |                        |
|  | Marcatori | 72’ Novakovič 84’ Radu |

| Arbitro: | Weiner |

|  |           |                            |
|  | Marcatori | 53’, 60’ Toni 90’ Podolski |

| Arbitro: | Kempter |

|                           |           |  |
| Kamper 74’ Wichniarek 76’ | Marcatori |  |

| Arbitro: | Meyer |

|             |           |  |
| Mohamad 43’ | Marcatori |  |

| Arbitro: | Perl |

|              |           |                        |
| Brouwers 10’ | Marcatori | 5’ Ehret 88’ Novakovič |

| Arbitro: | Brych |

|               |           |  |
| Novakovič 39’ | Marcatori |  |

| Arbitro: | Weiner |

|                                 |           |  |
| Friedrich 67’ Gkekas 84’ (rig.) | Marcatori |  |

| Arbitro: | Fleischer |

|  |           |            |
|  | Marcatori | 65’ Kringe |

| Arbitro: | Kinhöfer |

|             |           |                             |
| Hilbert 69’ | Marcatori | 2’, 61’ Novakovič 90’ Petit |

| Arbitro: | Sippel |

|                       |           |                 |
| Geromel 42’ Sanou 71’ | Marcatori | 16’ Schlaudraff |

| Arbitro: | Schmidt |

|                                        |           |               |
| Diego 15’ (rig.) Naldo 45’ Almeida 55’ | Marcatori | 48’ Novakovič |

| Arbitro: | Aytekin |

|           |           |                          |
| Petit 78’ | Marcatori | 31’ Ba 66’, 87’ Ibišević |

| Arbitro: | Wagner |

|                        |           |               |
| Kačar 23’ Pantelić 85’ | Marcatori | 44’ Novakovič |

| Arbitro: | Gräfe |

|               |           |                 |
| Novakovič 83’ | Marcatori | 15’, 31’ Petrić |

| Arbitro: | Drees |

|               |           |                         |
| Dabrowski 58’ | Marcatori | 44’ McKenna 87’ Ishiaku |

#### Girone di ritorno
| Arbitro: | Gagelmann |

|          |           |             |
| Radu 34’ | Marcatori | 73’ Grafite |

| Arbitro: | Winkmann |

|                    |           |                           |
| Russ 33’ Fenin 62’ | Marcatori | 57’, 74’ (rig.) Novakovič |

| Colonia 14 febbraio 2009, ore 15:30 CET 20ª giornata | Colonia | 0 – 0 referto | Karlsruhe | RheinEnergieStadion (48 000 spett.)\| Arbitro: \| Drees \| |
| Arbitro:                                             | Drees   |               |           |                                                            |

| Arbitro: | Rafati |

|            |           |                         |
| Buyten 84’ | Marcatori | 22’ Ehret 34’ Brosinski |

| Arbitro: | Sippel |

|           |           |             |
| Petit 15’ | Marcatori | 43’ Katongo |

| Arbitro: | Perl |

|           |           |  |
| Jones 28’ | Marcatori |  |

| Arbitro: | Kinhöfer |

|                 |           |                                                |
| Brečko 64’, 82’ | Marcatori | 25’, 87’ (rig.) Bradley 44’ Matmour 67’ Friend |

| Arbitro: | Brych |

|  |           |                           |
|  | Marcatori | 51’, 56’ (rig.) Novakovič |

| Arbitro: | Sippel |

|  |           |                                |
|  | Marcatori | 66’ Kießling 76’ (rig.) Helmes |

| Arbitro: | Perl |

|                                           |           |               |
| Subotić 29’ Hajnal 49’ Geromel 81’ (aut.) | Marcatori | 11’ Vučićević |

| Arbitro: | Gagelmann |

|  |           |                     |
|  | Marcatori | 16’, 55’, 71’ Gómez |

| Arbitro: | Wagner |

|                    |           |               |
| Andreasen 19’, 32’ | Marcatori | 47’ Novakovič |

| Arbitro: | Weiner |

|               |           |  |
| Novakovič 61’ | Marcatori |  |

| Arbitro: | Kempter |

|                      |           |  |
| Salihović 58’ Ba 68’ | Marcatori |  |

| Arbitro: | Kircher |

|           |           |                      |
| Chihi 90’ | Marcatori | 42’ Cícero 53’ Ebert |

| Arbitro: | Rafati |

|  |           |          |
|  | Marcatori | 9’ Ehret |

| Arbitro: | Gagelmann |

|                  |           |               |
| Yahia 24’ (aut.) | Marcatori | 18’ Klimowicz |

### Coppa di Germania
| Arbitro: | Schmidt |

|           |           |                                                                |
| Simon 27’ | Marcatori | 15’ Antar 22’ Petit 43’ (aut.) Paulus 71’ Novakovič 79’ Scherz |

| Arbitro: | Fandel |

|                                         |           |             |
| Bancé 61’ Karhan 68’ (rig.) Peković 79’ | Marcatori | 73’ Mohamad |

## Statistiche

### Statistiche di squadra
| Competizione      | Punti | In casa | In casa | In casa | In casa | In casa | In casa | In trasferta | In trasferta | In trasferta | In trasferta | In trasferta | In trasferta | Totale | Totale | Totale | Totale | Totale | Totale | DR  |
| Competizione      | Punti | G       | V       | N       | P       | Gf      | Gs      | G            | V            | N            | P            | Gf           | Gs           | G      | V      | N      | P      | Gf     | Gs     | DR  |
| ----------------- | ----- | ------- | ------- | ------- | ------- | ------- | ------- | ------------ | ------------ | ------------ | ------------ | ------------ | ------------ | ------ | ------ | ------ | ------ | ------ | ------ | --- |
| Bundesliga        | 39    | 17      | 4       | 5       | 8       | 14      | 25      | 17           | 7            | 1            | 9            | 21           | 25           | 34     | 11     | 6      | 17     | 35     | 50     | -15 |
| Coppa di Germania | -     | 0       | 0       | 0       | 0       | 0       | 0       | 2            | 1            | 0            | 1            | 6            | 4            | 2      | 1      | 0      | 1      | 6      | 4      | +2  |
| Totale            | -     | 17      | 4       | 5       | 8       | 14      | 25      | 19           | 8            | 1            | 10           | 27           | 29           | 36     | 12     | 6      | 18     | 41     | 54     | -13 |

### Andamento in campionato
| Giornata  | 1  | 2  | 3 | 4  | 5  | 6  | 7  | 8 | 9  | 10 | 11 | 12 | 13 | 14 | 15 | 16 | 17 | 18 | 19 | 20 | 21 | 22 | 23 | 24 | 25 | 26 | 27 | 28 | 29 | 30 | 31 | 32 | 33 | 34 |
| --------- | -- | -- | - | -- | -- | -- | -- | - | -- | -- | -- | -- | -- | -- | -- | -- | -- | -- | -- | -- | -- | -- | -- | -- | -- | -- | -- | -- | -- | -- | -- | -- | -- | -- |
| Luogo     | T  | C  | T | C  | T  | C  | T  | C | T  | C  | T  | C  | T  | C  | T  | C  | T  | C  | T  | C  | T  | C  | T  | C  | T  | C  | T  | C  | T  | C  | T  | C  | T  | C  |
| Risultato | P  | N  | V | P  | P  | V  | V  | V | P  | P  | V  | V  | P  | P  | P  | P  | V  | N  | N  | N  | V  | N  | P  | P  | V  | P  | P  | P  | P  | V  | P  | P  | V  | N  |
| Posizione | 13 | 13 | 9 | 14 | 14 | 11 | 10 | 9 | 11 | 11 | 11 | 8  | 10 | 10 | 11 | 12 | 11 | 11 | 11 | 11 | 10 | 10 | 11 | 11 | 11 | 11 | 11 | 12 | 12 | 11 | 12 | 12 | 12 | 12 |

Legenda:

Luogo: C = Casa; T = Trasferta. Risultato: V = Vittoria; N = Pareggio; P = Sconfitta.

### Statistiche dei giocatori
| Giocatore     | Bundesliga | Bundesliga | Bundesliga  | Bundesliga | Coppa di Germania | Coppa di Germania | Coppa di Germania | Coppa di Germania | Totale   | Totale | Totale      | Totale     |
| Giocatore     | Presenze   | Reti       | Ammonizioni | Espulsioni | Presenze          | Reti              | Ammonizioni       | Espulsioni        | Presenze | Reti   | Ammonizioni | Espulsioni |
| ------------- | ---------- | ---------- | ----------- | ---------- | ----------------- | ----------------- | ----------------- | ----------------- | -------- | ------ | ----------- | ---------- |
| T. Kessler    | 3          | 0          | 0           | 0          | -                 | -                 | -                 | -                 | 3        | 0      | 0           | 0          |
| F. Mondragón  | 31         | 0          | 3           | 0          | 2                 | 0                 | 0                 | 0                 | 33       | 0      | 3           | 0          |
| M. Varvodić   | -          | -          | -           | -          | -                 | -                 | -                 | -                 | -        | -      | -           | -          |
| M. Brečko     | 33         | 2          | 8           | 0          | 2                 | 0                 | 0                 | 0                 | 35       | 2      | 8           | 0          |
| C. Cullmann   | -          | -          | -           | -          | -                 | -                 | -                 | -                 | -        | -      | -           | -          |
| Geromel       | 32         | 1          | 5           | 1          | 2                 | 0                 | 0                 | 0                 | 34       | 1      | 5           | 1          |
| M. Matip      | 18         | 0          | 3           | 0          | -                 | -                 | -                 | -                 | 18       | 0      | 3           | 0          |
| K. McKenna    | 24         | 1          | 3           | 1          | 2                 | 0                 | 1                 | 0                 | 26       | 1      | 4           | 1          |
| Y. Mohamad    | 30         | 1          | 5           | 1          | 2                 | 1                 | 0                 | 0                 | 32       | 2      | 5           | 1          |
| P. Womé       | 18         | 0          | 5           | 0          | 2                 | 0                 | 0                 | 0                 | 20       | 0      | 5           | 0          |
| A. Oliveira   | -          | -          | -           | -          | -                 | -                 | -                 | -                 | -        | -      | -           | -          |
| D. Boateng    | 10         | 0          | 1           | 0          | -                 | -                 | -                 | -                 | 10       | 0      | 1           | 0          |
| T. Broich     | 12         | 0          | 0           | 0          | 1                 | 0                 | 0                 | 0                 | 13       | 0      | 0           | 0          |
| D. Brosinski  | 10         | 1          | 0           | 0          | -                 | -                 | -                 | -                 | 10       | 1      | 0           | 0          |
| A. Chihi      | 19         | 1          | 0           | 0          | 2                 | 0                 | 0                 | 0                 | 21       | 1      | 0           | 0          |
| F. Ehret      | 25         | 3          | 3           | 0          | -                 | -                 | -                 | -                 | 25       | 3      | 3           | 0          |
| M. Gardawski  | -          | -          | -           | -          | -                 | -                 | -                 | -                 | -        | -      | -           | -          |
| A. Matuszczyk | -          | -          | -           | -          | -                 | -                 | -                 | -                 | -        | -      | -           | -          |
| M. Niedrig    | -          | -          | -           | -          | -                 | -                 | -                 | -                 | -        | -      | -           | -          |
| Petit         | 31         | 3          | 10          | 0          | 2                 | 1                 | 1                 | 0                 | 33       | 4      | 11          | 0          |
| K. Pezzoni    | 27         | 0          | 5           | 0          | -                 | -                 | -                 | -                 | 27       | 0      | 5           | 0          |
| W. Sanou      | 15         | 1          | 1           | 0          | 1                 | 0                 | 0                 | 0                 | 16       | 1      | 1           | 0          |
| T. Yalçın     | 12         | 0          | 3           | 0          | -                 | -                 | -                 | -                 | 12       | 0      | 3           | 0          |
| M. Hartmann   | -          | -          | -           | -          | -                 | -                 | -                 | -                 | -        | -      | -           | -          |
| M. Ishiaku    | 13         | 1          | 1           | 0          | -                 | -                 | -                 | -                 | 13       | 1      | 1           | 0          |
| M. Novakovič  | 30         | 16         | 5           | 1          | 2                 | 1                 | 0                 | 0                 | 32       | 17     | 5           | 1          |
| S. Radu       | 22         | 2          | 1           | 0          | 1                 | 0                 | 0                 | 0                 | 23       | 2      | 1           | 0          |
| M. Scherz     | 6          | 0          | 2           | 0          | 1                 | 1                 | 0                 | 0                 | 7        | 1      | 2           | 0          |
| N. Vučićević  | 29         | 1          | 3           | 0          | 1                 | 0                 | 0                 | 0                 | 30       | 1      | 3           | 0          |
| R. Antar      | 15         | 0          | 3           | 0          | 2                 | 1                 | 0                 | 0                 | 17       | 1      | 3           | 0          |
| T. Nickenig   | 1          | 0          | 0           | 0          | -                 | -                 | -                 | -                 | 1        | 0      | 0           | 0          |
| Ü. Özat       | 3          | 0          | 0           | 0          | 1                 | 0                 | 0                 | 0                 | 4        | 0      | 0           | 0          |